# Roland Sternisko
Roland Sternisko (* 10. April 1988 in Würzburg) ist ein deutscher Fußballspieler.

## Karriere
Roland Sternisko verbrachte seine Jugend bei verschiedenen Vereinen in seiner unterfränkischen Heimat, zuerst beim SV in Waldbrunn bei Würzburg, dann bei den Würzburger Kickers und schließlich für den 1. FC Schweinfurt 05. Zuletzt spielte er in der Jugend beim Würzburger FV. Dort kam er Ende 2007 auch zu seinem Debüt im Seniorenbereich in der Bayernliga und spielte von da an die Saison zu Ende. Auch in der nächsten Saison begann er wieder im Team des WFV, Anfang August 2008 ergriff der Unterfranke jedoch die Gelegenheit und wechselte in eine höhere Liga zum TSV 1860 München.
Die Oberbayern holten Sternisko als Stürmer für die U-23, er entwickelte sich bei seinem neuen Verein jedoch immer mehr zum Mittelfeldspieler. Drei Jahre spielte er bei den Löwen und war zuletzt Kapitän der zweiten Mannschaft in der Regionalliga Süd, den Sprung ins Zweitligateam schaffte er jedoch nicht.
Daraufhin verließ er die 60er nach Auslaufen seines Vertrags im Sommer 2011 und schloss sich der SpVgg Unterhaching in der 3. Liga an. Dort wurde ein Spieler für das defensive Mittelfeld gesucht und Sternisko stand vom ersten Spieltag an in der Stammelf. Als einziger Spieler der SpVgg bestritt Sternisko alle 19 Hinrunden-Spiele über die volle Spielzeit und erzielte dabei zwei Tore. Auch im DFB-Pokal kam er zweimal zum Einsatz und trug zum Überraschungssieg gegen den Bundesligisten SC Freiburg in der 1. Runde den zwischenzeitlichen Ausgleich zum 1:1 bei.